# Obszar Warowny „Śląsk”

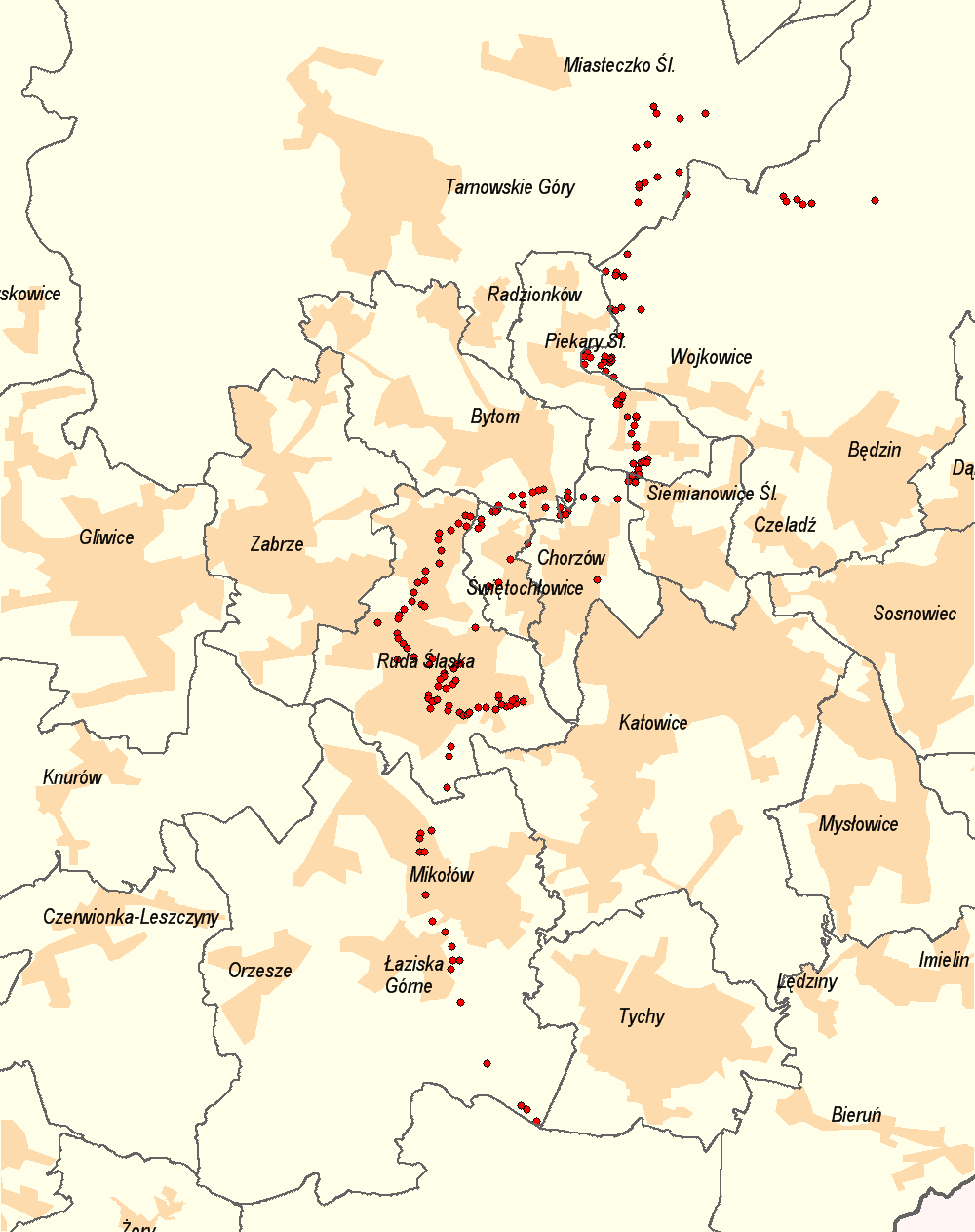
Obiekty Obszaru Warownego „Śląsk”

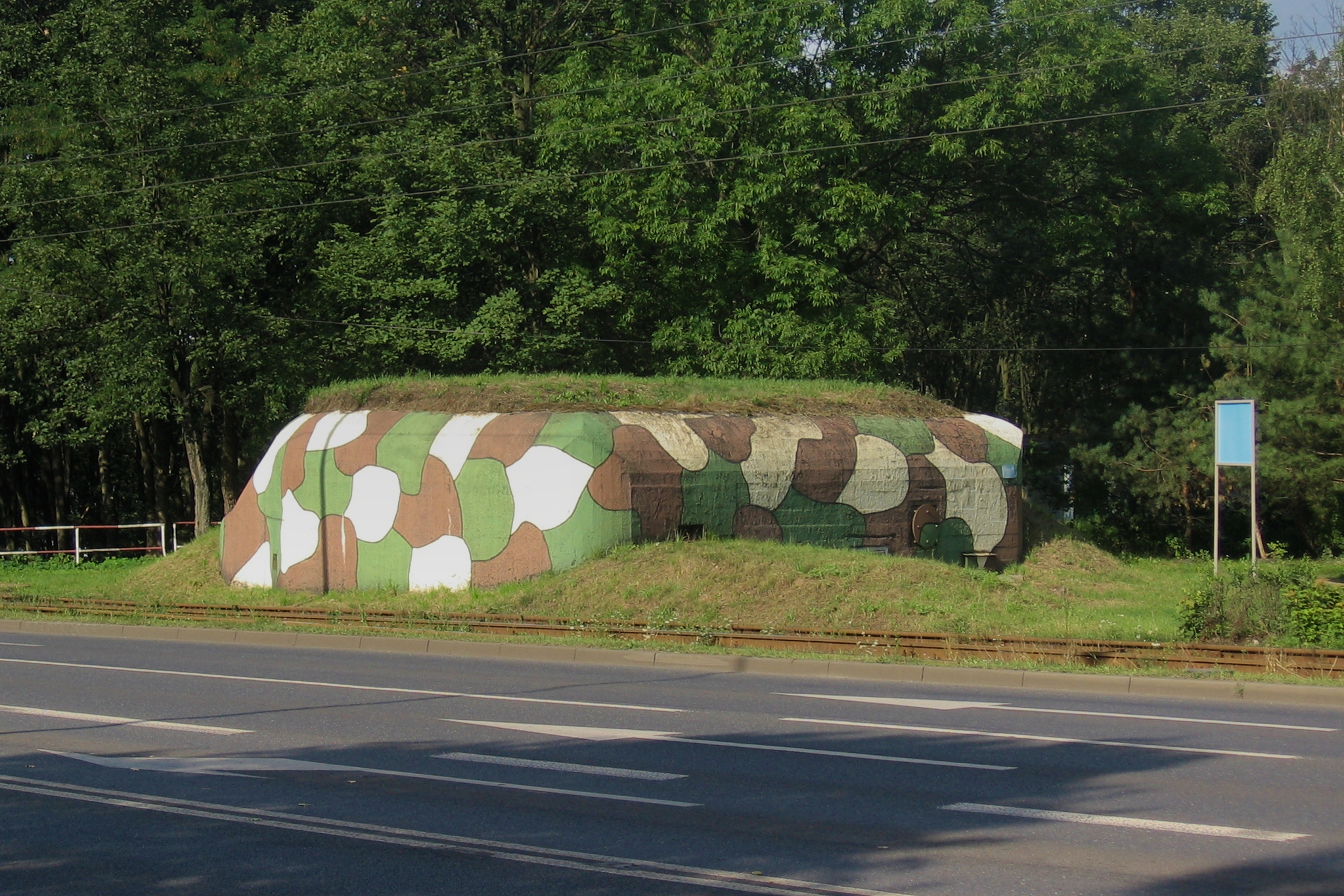
Schron w punkcie oporu Łagiewniki, na terenie Chorzowa (przy granicy z Bytomiem).

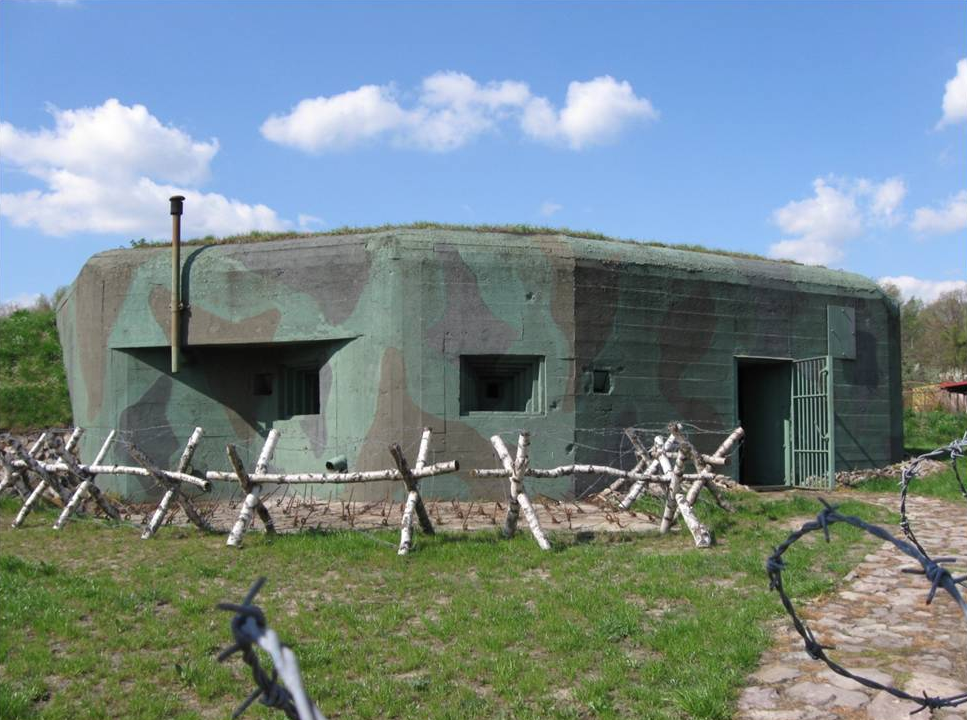
Schron bojowy nr 75 w Kochłowicach

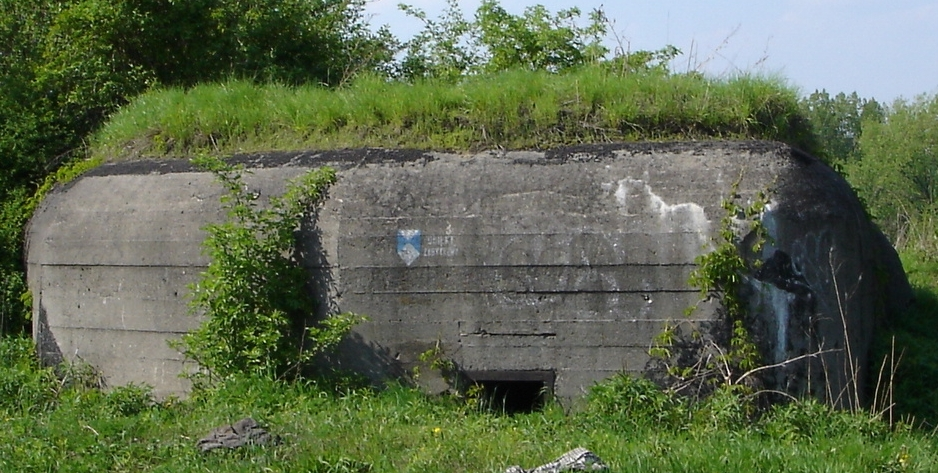
Schron w Łagiewnikach przy ulicy Krzyżowej

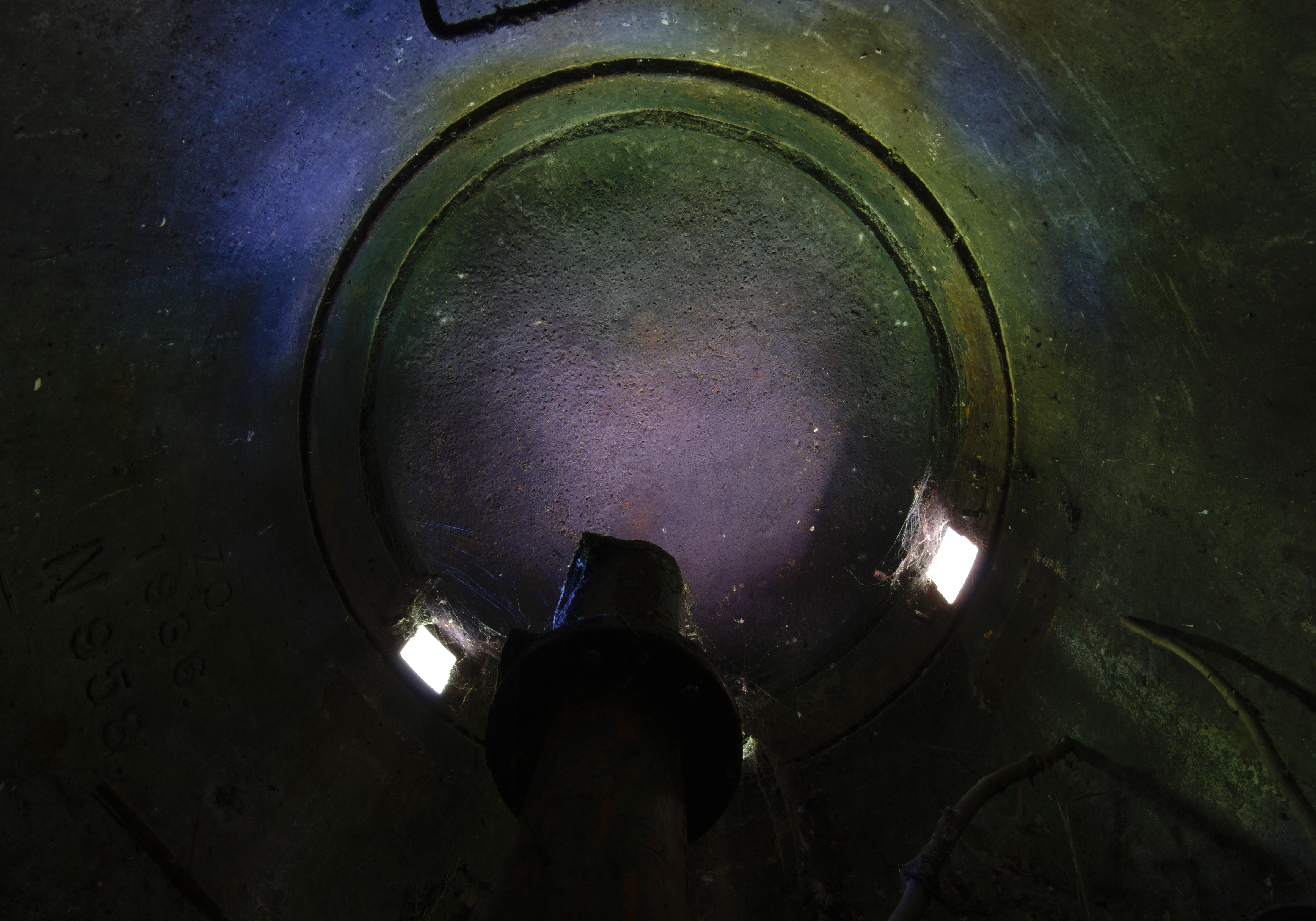
Bytom ul. Spacerowa bunker, wnętrze pół kopuły pancernej, zdjęcie nagrodzone w konkursie Wiki Lubi Zabytki 2022, kategoria "Nieoczywiste Śląskie"

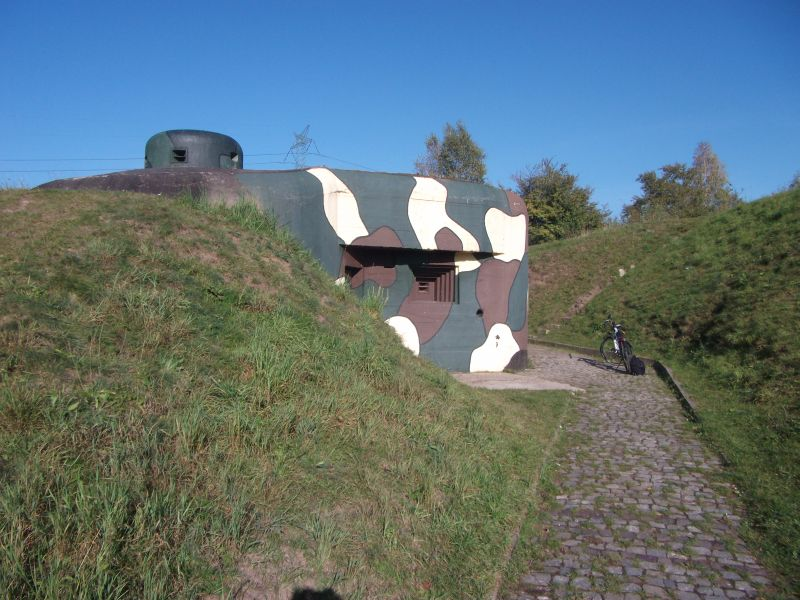
Schron bojowy nr 52 w Dobieszowicach. Obecnie izba muzealna prowadzona przez Stowarzyszenie „Pro Fortalicium”

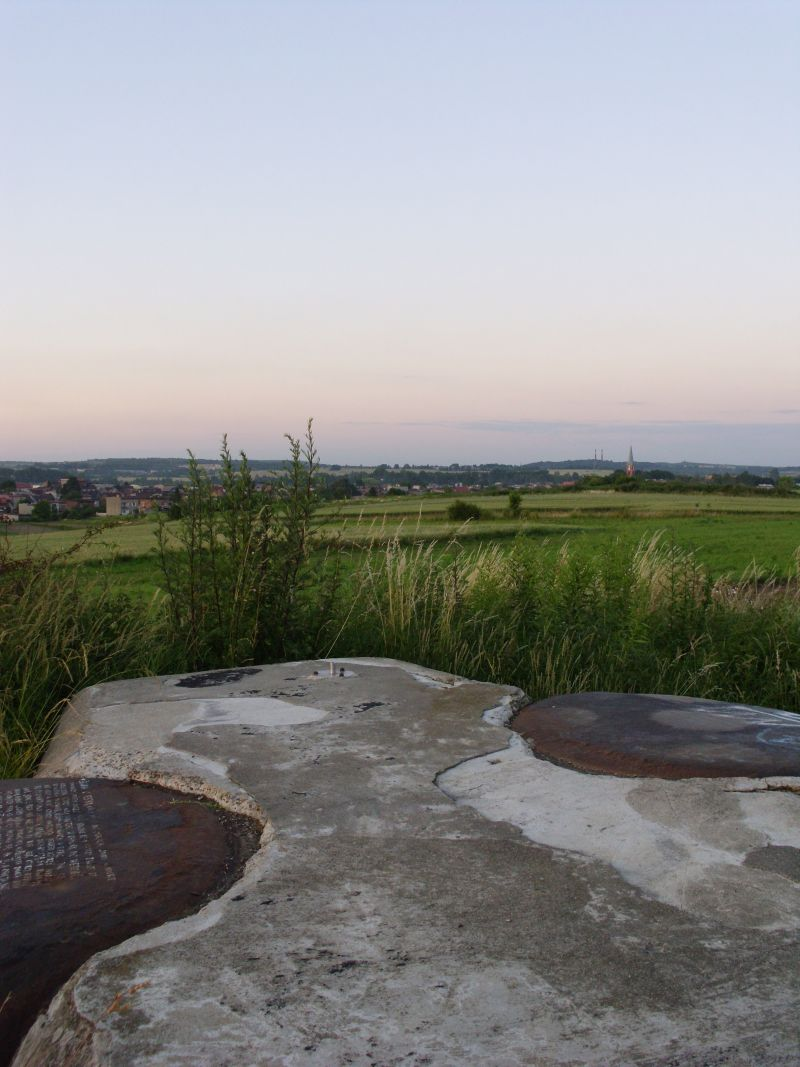
Nietypowy schron bojowy z dwiema półkopułami. Jedyna tego typu budowla Obszaru Warownego „Śląsk”. W tle widok na Dąbrówkę Wielką.

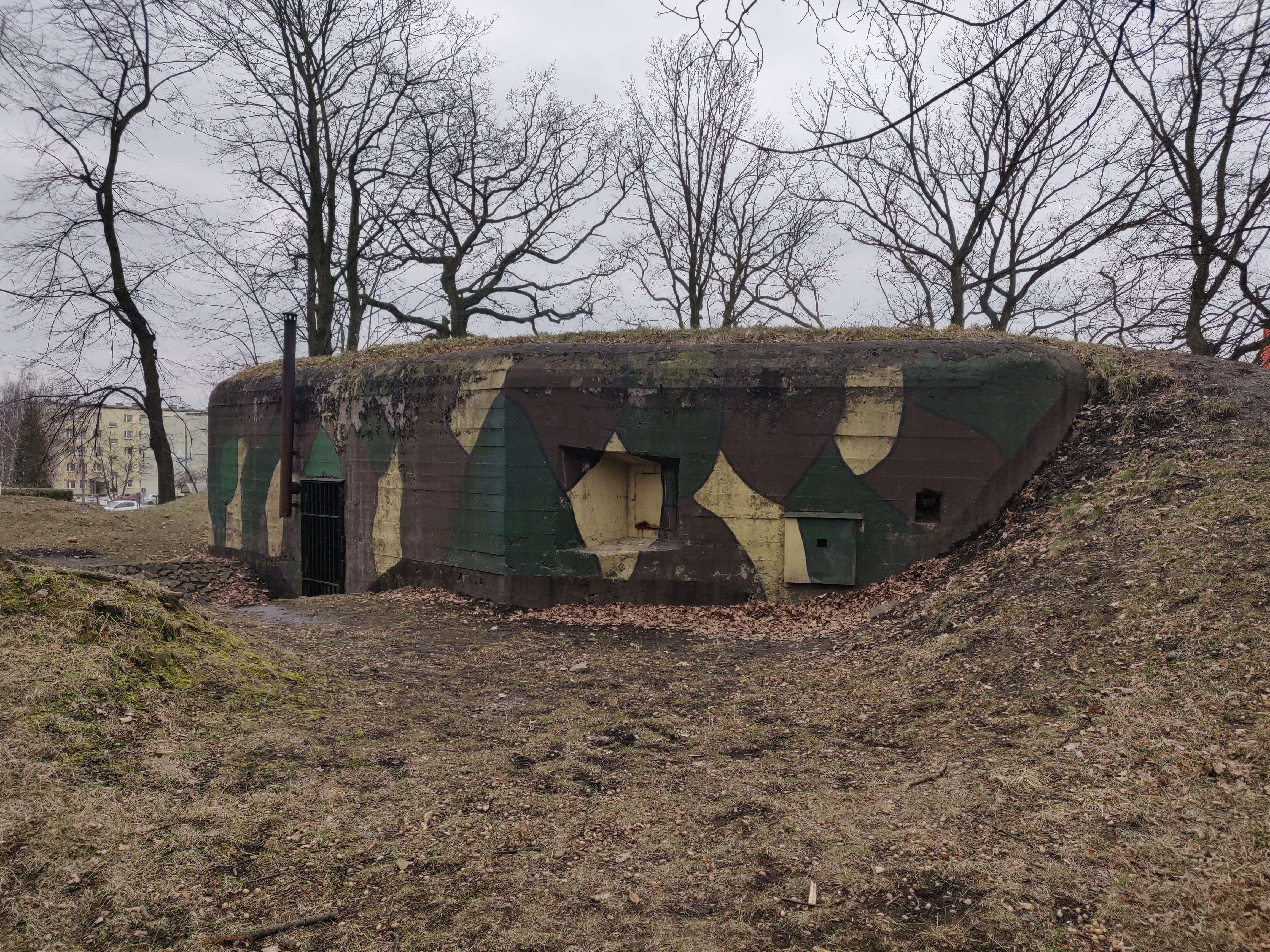
Schron bojowy w Świętochłowicach-Piaśnikach

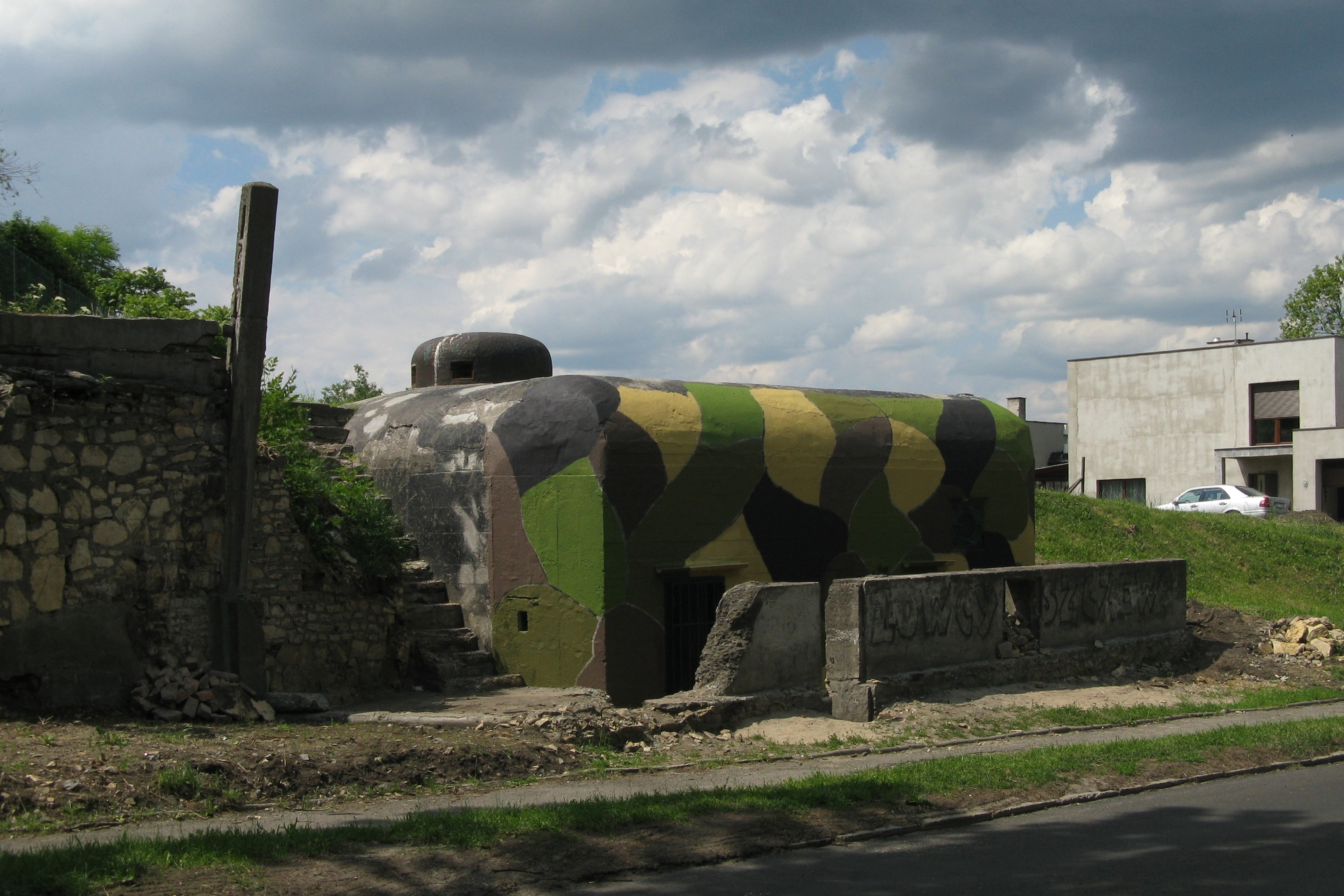
Ciężki schron bojowy Punktu Oporu „Wzgórze 298 - Kamień”, przy ul. Partyzantów w Piekarach Śląskich

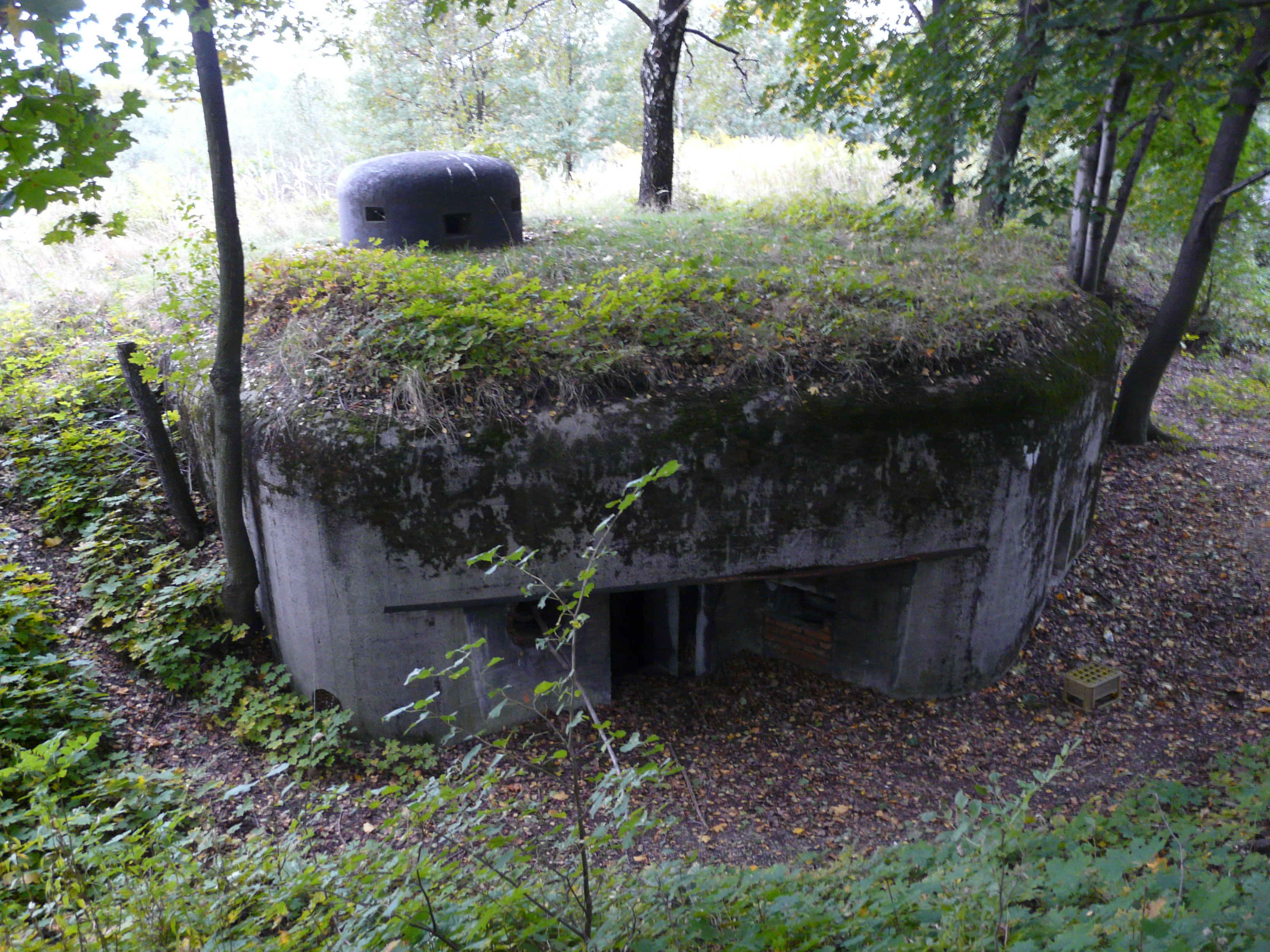
Schron bojowy w Mikołowie - pododcinek "Śmiłowice", schron nr 11 - południowy. Schron znajduje się nieco na południe od Śmiłowic. Dojazd do niego od ulicy Podgórnej.

Obszar Warowny Śląsk – polska umocniona pozycja obronna przecinająca obszar Górnego Śląska, stanowiąca niegdyś potężne pasmo warowne, broniące podstawowego rejonu przemysłowego II RP przed agresją III Rzeszy. Część umocnień zbudowano także poza terenem historycznego Górnego Śląska, a dokładnie na obszarze sąsiedniego, również przemysłowego, Zagłębia Dąbrowskiego (np. w Przeczycach, Niezdarze, Bobrownikach czy Dobieszowicach).

## Opis założenia
Obszar Warowny Śląsk rozciąga się na odcinku około 60 kilometrów, od miejscowości Przeczyce na północy po miejscowość Wyry na południu. Była to linia umocnień stałych i polowych dodatkowo uzupełniona szeregiem obiektów towarzyszących lub zabezpieczających (w sumie ok. 180 budowli). Dziś stanowi wyjątkowy w skali kraju zabytek polskiej myśli fortyfikacyjnej z okresu międzywojennego.
W skład poszczególnych punktów oporu wchodziły najczęściej:
- schrony bojowe,
- ciężkie schrony bojowe,
- tradytory artyleryjskie,
- fortyfikacje polowe,
- koszary,
- magazyny,

a także:
- schrony polowe,
- schrony pozorno–bojowe i pozorne.

Te ostatnie to budowle sugerujące istnienie dużego i dobrze uzbrojonego schronu bojowego. W rzeczywistości wznoszono jedynie żelbetowe ściany, często wraz z pozornymi kopułami, wypełniając ich wnętrze ziemią.

### Obiekty
Fortyfikacje Obszaru Warownego Śląsk (stan na sierpień 1939 r.):
- punkt oporu „Przeczyce” – prace we wstępnej fazie,
- pozycja polowa „Nowa Wieś”,
- punkt oporu wzgórze 307 „Niezdara” – w trakcie prac wyposażeniowych,
- pozycja „czat nad Brynicą”,
- pozycja polowa nad zalewem Kozłowa Góra,
- fortyfikacje przy tamach zalewów,
- punkt oporu wzgórze 310 „Bobrowniki”,
- punkt oporu wzgórze 298 „Kamień”,
- punkt oporu wzgórze 304,7 „Dąbrówka Wielka”[2],
- punkt oporu „Łagiewniki”,
- punkt oporu „Godula”,
- punkt oporu wzgórze 319
- punkt oporu „Szyb Artura”,
- punkt oporu „Radoszowy”,
- II linia obrony,
- pozycja polowa „Panewniki”,
- pododcinek „Śmiłowice” – w trakcie budowy,
- pododcinek „Mokre” – w trakcie budowy,
- pododcinek „Wyry” – w trakcie budowy,
- pozycja „Las Wyry” – w trakcie budowy.
- Schron dowodzenia Obszaru Warownego „Śląsk” w Chorzowie

### Zabytki
Obiekty Obszaru Warownego Śląsk zostały uznane za zabytki; zdecydowana większość z nich jest chroniona poprzez ujęcie w gminnych ewidencjach zabytków oraz w miejscowych planach zagospodarowania przestrzennego. Niektóre z nich, uznane przez gminy za „miejsca pamięci”, zostały włączone do ewidencji miejsc pamięci prowadzonej przez Śląski Urząd Wojewódzki w Katowicach.
42 schrony wpisano do rejestru zabytków nieruchomych województwa śląskiego decyzjami Śląskiego Wojewódzkiego Konserwatora Zabytków w Katowicach (stan na 8 czerwca 2024; lista ułożona chronologicznie kolejnymi wpisami do rejestru zabytków):
- schron dowodzenia przy ul. Parkowej 20 w Chorzowie (nr rej. A/454/15 z 27 lipca 2015),
- punkt oporu „Radoszowy” – rejon ul. Oświęcimskiej i ul. Kalinowej w Rudzie Śląskiej – w skład którego wchodzą (nr rej. A/582/2019 z 2 grudnia 2019):
  - schron bierny magazynowy wraz z otoczeniem,
  - schron bojowy wraz z otoczeniem,
- schron bojowy punktu oporu „Godula” wraz z otoczeniem w rejonie ul. Lotniczej i ul. Przebiśniegów w Świętochłowicach (nr rej. A/591/2020 z 2 stycznia 2020),
- punkt oporu „Wzgórze 319” – rejon ul. Cynkowej i al. Rodziny Gürtlerów w Rudzie Śląskiej – w skład którego wchodzą (nr rej. A/716/2020 z 6 października 2020):
  - ciężki schron bojowy nr 31 (B-17), położony na działce ewid. nr 725/519, obręb Ruda,
  - schron bojowy tradytorowy nr 32 (B-18), położony na działce ewid. nr 3564/96, obręb Bielszowice;
- pododcinek „Wyry” odcinka „Mikołów”, w miejscowości Wyry, w skład którego wchodzą (nr rej. A/756/2021 z 1 lutego 2021):
  - schron bojowy, zlokalizowany na zachód od ul. Pszczyńskiej,
  - schron bojowy „Sowiniec”, zlokalizowany na pograniczu miejscowości Wyry i Gostyń, przy ul. Tęczowej / ul. Wagonowej[5];
- schron bojowy nr 39 w Świętochłowicach-Piaśnikach, stanowiący element II linii obrony Obszaru Warownego „Śląsk”, zlokalizowany w Parku Heiloo (nr rej. A/764/2021 z 24 lutego 2021);
- ciężki schron bojowy (nr 5) przy ul. Katowickiej 168 w Chorzowie, stanowiący element Punktu Oporu „Łagiewniki” Obszaru Warownego „Śląsk”, wraz z najbliższym otoczeniem (nr rej. A/765/2021 z 25 lutego 2021);
- polowy schron piechoty (tzw. żebrak), stanowiący część Pododcinka „Las Wyrski” Odcinka „Mikołów” Obszaru Warownego „Śląsk”, zlokalizowany na działce ewidencyjnej nr 957 w Wyrach, w rejonie rzeki Gostynki (nr rej. A/766/2021 z 25 lutego 2021);
- ciężki schron bojowy (nr 52) przy ul. 27 Stycznia / ul. Wesołej w Dobieszowicach, stanowiący element Grupy Bojowej „Wesoła” Obszaru Warownego „Śląsk”, zlokalizowany na działce ewidencyjnej nr 1876, ark. mapy 7, obr. 0002 Dobieszowice, gm. Bobrowniki (nr rej. A/776/2021 z 12 marca 2021);
- ciężki schron bojowy (nr 50), będący elementem Grupy Bojowej „Brzeziny” Obszaru Warownego „Śląsk”, położony przy ul. Przyjaźni w Piekarach Śląskich (nr rej. A/777/2021 z 12 marca 2021)[6];
- ciężki schron bojowy położony przy ul. Partyzantów w Piekarach Śląskich, będący elementem Punktu Oporu „Wzgórze 298 – Kamień”, zlokalizowany na działkach ewid. nr 4556/360 i 3880/368, obr. Brzozowice-Kamień (nr rej. A/778/2021 z 12 marca 2021)[7];
- ciężki schron bojowy w rejonie ul. Głównej w Chorzowie-Maciejkowicach, stanowiący element Grupy Bojowej „Maciejkowice” Obszaru Warownego „Śląsk” (nr rej. A/784/2021 z 24 marca 2021)[8];
- schron bojowy, będący elementem Pododcinka „Śmiłowice” Odcinka „Mikołów” Obszaru Warownego „Śląsk”, położony przy ul. Gliwickiej w Mikołowie, zlokalizowany na działce ewidencyjnej nr 315/16 (nr rej. A/787/2021 z 24 marca 2021)[9];
- zespół fortyfikacji Grupa Bojowa „Wymysłów” Obszaru Warownego „Śląsk”, w skład którego wchodzą trzy obiekty (nr rej. A/793/2021 z 12 kwietnia 2021):
  - ciężki schron bojowy nr 53, przy ul. Leśnej w miejscowości Wymysłów, położony na dz.ewid.223/4, ark. mapy 5, obr. Wymysłów;
  - ciężki schron bojowy nr 53a, przy ul. Leśnej w miejscowości Wymysłów, położony na dz.ewid.nr 112/1, ark. mapy 2, obr. Wymysłów, wraz z najbliższym otoczeniem obejmującym teren całej działki ewidencyjnej nr 112/1, ark.mapy 2, obr. Wymysłów, gm. Bobrowniki, pow. będziński;
  - schron pozorno-bojowy, przy ul. Leśnej w miejscowości Wymysłów, położony na działce ewidencyjnej 223/4, ark. mapy 5, obr. Wymysłów;
- dwukondygnacyjny ciężki schron bojowy w rejonie ul. Spacerowej w Bytomiu-Łagiewnikach, stanowiący element Punktu Oporu „Łagiewniki” Obszaru Warownego „Śląsk”, zlokalizowany na działce ewidencyjnej nr 1528/37, obr. Łagiewniki, m. pow. Bytom (nr rej. A/794/2021 z 12 kwietnia 2021);
- schron bojowy, będący elementem Pododcinka „Śmiłowice” Odcinka „Mikołów” Obszaru Warownego „Śląsk”, przy ul. Górnośląskiej w Mikołowie (po zachodniej stronie posesji przy ul. Górnośląskiej 36), zlokalizowany na działce nr 200/22, obr. Śmiłowice, gm. m. Mikołów (nr rej. A/798/2021 z 15 kwietnia 2021);
- schron bojowy, będący elementem Pododcinka „Śmiłowice” Odcinka „Mikołów” Obszaru Warownego „Śląsk”, w rejonie ul. Górnośląskiej (obok nr 54, 58) w Mikołowie, zlokalizowany na działce ewidencyjnej nr 273/100, obręb Śmiłowice, gm. m. Mikołów, pow. mikołowski (nr rej. A/799/2021 z 21 kwietnia 2021)[10];
- schron bojowy (nr 14), stanowiący element Grupy Bojowej „Zgorzelec” Obszaru Warownego „Śląsk”, położony przy ul. Kolonia Zygmunt w Świętochłowicach (nr rej. A/803/2021 Z 23 kwietnia 2021[11]);
- dwukondygnacyjny schron bojowy (nr 15), stanowiący element Grupy Bojowej „Zgorzelec” Obszaru Warownego „Śląsk”, położony przy ul. Kolonia Zygmunt / ul. Ostatniej w Świętochłowicach, zlokalizowany na działce ewidencyjnej nr 3116/11, obr. 0001 Chropaczów (nr rej. A/807/2021 z 28 kwietnia 2021);
- schron bojowy przy ul. Topolowej / ul. Akacjowej w Bobrownikach-Namiarkach, stanowiący element Punktu Oporu „Wzgórze 310 – Bobrowniki” Obszaru Warownego „Śląsk”, zlokalizowany na działce ewidencyjnej nr 116/5, obr. Bobrowniki, gm. Bobrowniki, pow. będziński (nr rej. A/813/2021 z 7 maja 2021);
- schron bojowy, będący elementem Pododcinka „Śmiłowice” Odcinka „Mikołów” Obszaru Warownego „Śląsk”, w rejonie ul. Podgórnej / ul. Górnośląskiej w Mikołowie (nr rej. A/822/2021 z 26 maja 2021)[12];
- schron bojowy (nr 3) przy ul. Krzyżowej w Bytomiu, stanowiący element Punktu Oporu „Łagiewniki” Obszaru Warownego „Śląsk”, usytuowany po zachodniej stronie linii kolejowej Chorzów Stary – Bytom, zlokalizowany na działkach ewidencyjnych nr 2168/265 i 1781/265, obr. Łagiewniki (nr rej. A/837/2021 z 16 czerwca 2021[13]);
- schron bojowy, będący elementem Pododcinka „Mokre” Odcinka „Mikołów” Obszaru Warownego „Śląsk”, położony przy ul. Wojska Polskiego w Mikołowie (nr rej. A/848/2021 z 20 lipca 2021)[14];
- schron bojowy położony na zachód od ul. Rozwojowej / na południe od ul. ks. Jana Frenzla w Siemianowicach Śląskich, stanowiący element Punktu Oporu „Wzgórze 304,7 – Dąbrówka Wielka” Obszaru Warownego „Śląsk”, zlokalizowany na działce ewidencyjnej nr 1110/9, obr. 32 (nr rej. A/852/2021 z 23 lipca 2021);
- ciężki schron bojowy położony na wschód od ul. Kluczborskiej w Chorzowie, stanowiący element Punktu Oporu „Wzgórze 304,7 – Dąbrówka Wielka” Obszaru Warownego „Śląsk” (nr rej. A/853/2021 z 23 lipca 2021)[15];
- schron bojowy (nr 35 / B-23) w Rudzie Śląskiej, stanowiący element Grupy Bojowej „Wirek” Obszaru Warownego „Śląsk”, zlokalizowany w rejonie ul. O. Kolberga (nr rej. A/885/2021 z 8 października 2021)[16];
- ciężki schron bojowy położony w rejonie ul. Okrężnej 132-136 w Chorzowie, stanowiący element Punktu Oporu „Łagiewniki” Obszaru Warownego „Śląsk” wraz z przekopem (równią ogniową dla ręcznego karabinu maszynowego) wzmocnionym kamiennymi murami oporowymi (nr rej. A/893/2021 z 29 października 2021)[17];
- schrony Punktu Oporu „Godula” (nr rej. A/1000/2022 z 24 czerwca 2022):
  - schron bojowy wraz z otoczeniem, zlokalizowany na działce nr 1421/24, w rejonie ul. Eugeniusz Romera, w miejscowości Ruda Śląska,
  - schron bojowy wraz z otoczeniem, zlokalizowany na działkach nr 1246/70 oraz nr 1238/72, w rejonie ul. Karola Goduli, w miejscowości Ruda Śląska,
  - schron bojowy wraz z otoczeniem zlokalizowany na działkach nr 963/45 oraz nr 688/37, w rejonie ul. Ludwika Solskiego, ul. Joanny, ul. Starej, w miejscowości Ruda Śląska,
  - schron bojowy wraz z otoczeniem zlokalizowany na działce nr 1045/5 w miejscowości Ruda Śląska,
  - schron bojowy wraz z otoczeniem zlokalizowany na działce nr 3116/11, w rejonie ul. Lotniczej, w miejscowości Świętochłowice,
  - schron amunicyjny wraz z otoczeniem zlokalizowany na działce nr 1684, w miejscowości Świętochłowice, w rejonie ul. Przebiśniegów;
- schron bojowy nr 30 (B-16) w Rudzie Śląskiej, stanowiący element Punktu Oporu „Wzgórze 319 - Nowy Bytom”, zlokalizowany w rejonie ul. Bukowej i al. Rodziny Gürtlerów, na działce ewidencyjnej nr 1040/519, wraz z najbliższym otoczeniem obejmującym w całości działkę nr 1040/519 (nr rej. A/1044/22 z 27 września 2022);
- schron bojowy nr 23 (B-09) w Rudzie Śląskiej, stanowiący element Punktu Oporu „Wzgórze 319 - Nowy Bytom”, zlokalizowany w rejonie al. Rodziny Gürtlerów, po południowej stronie rzeki Czarniawki, na działce ewidencyjnej nr 885/61 (nr rej. A/1045/22 z 27 września 2022);
- schron bojowy nr 25 (B-10) w Rudzie Śląskiej, stanowiący element Punktu Oporu „Wzgórze 319 - Nowy Bytom”, zlokalizowany w rejonie al. Rodziny Gürtlerów, na działce ewidencyjnej nr 683/69, wraz z najbliższym otoczeniem obejmującym fragment działki ewidencyjnej nr 683/69 (nr rej. A/1046/22 z 30 września 2022)[18];
- dawny schron bojowy Punktu Oporu „Wzgórze 319” w Rudzie Śląskiej w rejonie ul. 1 Maja, zlokalizowany na działce ewidencyjnej nr 1027/498, ark. mapy 5, obręb 0001 (nr rej. A/1392/24 z 8 maja 2024)[19].

## Historia
Projekty pierwszych schronów bojowych zostały zatwierdzone przez szefa Sztabu Głównego latem 1933 roku, zaraz potem zaczęła się ich realizacja. Pierwszym wzniesionym odcinkiem umocnień był punkt oporu Dąbrówka Wielka. W 1934 roku powstał kolejny punkt oporu – Szyb Artura. W 1936 roku budowa nabrała tempa – wybudowano dwa nowe punkty oporu, a w roku następnym kolejne trzy. W kolejnych latach uzupełniano wcześniej wybudowaną linię uzupełniając ją m.in. schronami polowymi i pozornymi. W 1939 roku przystąpiono do rozbudowy skrzydeł pozycji, początkowo na północy, później na południu. Budowę przerwał wybuch wojny, wskutek czego Obszar Warowny Śląsk nie był w pełni ukończony.

## Udostępnienie obiektów
Obecnie opieką nad niektórymi obiektami wchodzącymi w skład Obszaru Warownego „Śląsk” zajmuje się Stowarzyszenie Na Rzecz Zabytków Fortyfikacji „Pro Fortalicium” z siedzibą w Bytomiu.
Obiekty udostępnione do zwiedzania:
- schron bojowy nr 52 w Dobieszowicach
- schron bojowy przy ul. Katowickiej 168 w Chorzowie
- schron bojowy „Sowiniec” w Gostyni (gmina Wyry)
- schron bojowy nr 39 w Świętochłowicach wchodzący w skład drugiej linii obrony
- schrony bojowe w Bobrownikach – Namiarkach
- schron bojowy w Piekarach Śląskich przy ul. Jana Długosza 84, wbudowany w budynek mieszkalny
- schron bojowy w Piekarach Śląskich – Dąbrówce Wielkiej
- schrony bojowe grupy bojowej „Wymysłów” niedaleko Świerklańca
- schron dowodzenia Obszaru Warownego „Śląsk” w Chorzowie

Obiekty w remoncie:
- schron bojowy nr 33 w Nowym Bytomiu
- południowy tradytor artyleryjski punktu oporu wzgórze 310 w Bobrownikach
- schron bojowy w Maciejkowicach

Poza tym od 2008 roku istnieje także możliwość zwiedzenia schronu bojowego nr 75 w Kochłowicach, który udostępniła grupa miejscowych hobbystów.